# Châteldon
Châteldon település Franciaországban, Puy-de-Dôme megyében. Lakosainak száma 752 fő (2022. január 1.). Châteldon Lachaux, Puy-Guillaume, Ris és Saint-Victor-Montvianeix községekkel határos.

## Népesség
A település népességének változása:
| Lakosok száma | 779  | 778  | 788  | 773  | 772  | 773  | 776  | 764  | 752  |
|               | 2013 | 2015 | 2016 | 2017 | 2018 | 2019 | 2020 | 2021 | 2022 |